# Han Fei
En aquest nom xinès, el cognom és Han (韓).
Han Fei (també Han Fei Zi) (xinès tradicional: 韓非, xinès simplificat: 韓非, pinyin: Hán Fēi, Wade-Giles: Han Fei) (ca. 280 aEC – 233 aEC) va ser un filòsof i estadista legalista xinès durant el període dels Estats Combatents que, juntament amb Li Si, Gongsun Yang, Shen Dao i Shen Buhai, va desenvolupar la doctrina de l'escola de les lleis o legalisme. Era un príncep de l'estat de Han.
Han Fei és sovint considerat el màxim representant del legalisme per a Han Feizi, una antologia posterior d'escrits que se li atribueixen tradicionalment, que sintetitzava els mètodes dels seus predecessors. Les idees de Han Fei de vegades es comparen amb les de Niccolò Maquiavel, autor d'El príncep. Es diu que Zhuge Liang va donar una gran importància als Han Feizi, així com a Shen Buhai.
Sima Qian explica que Qin Shi Huang va anar a la guerra amb l'estat de Han per obtenir una audiència amb Han Fei, però finalment el va convèncer per empresonar-lo, i després es va suïcidar. Després de la desaparició de la dinastia Qin, l'escola va ser oficialment vilipendiada per la dinastia Han que la va succeir. Malgrat el seu estatus de marginat al llarg de la història de la Xina imperial, la teoria política de Han Fei i l'escola legalista van continuar influint fortament en totes les dinasties posteriors, i l'ideal confucià de governar sense lleis mai no es va realitzar.
Han Fei va manllevar l'èmfasi de Shang Yang en les lleis, l'èmfasi de Shen Buhai en la tècnica administrativa i les idees de Shen Dao sobre l'autoritat i la profecia, subratllant que l'autòcrata serà capaç d'aconseguir un control ferm sobre l'estat amb el domini de la seva metodologia dels predecessors: la seva posició de poder (勢 shì), 'tècnica' (術 shù), i 'llei' (fa). Va subratllar la importància del concepte de tenir el resultat real responsable davant la parla (刑名 xingming), juntament amb el sistema de càstig i recompensa de dues nanses, així com wu wei (no esforç).

## Nom
Han Fei és el seu nom, mentre que 子 (zǐ) ha estat sovint afegit als noms dels filòsofs com un afegitó honorífic (significa 'Mestre') – com ara 孔夫子 (Kǒng Fūzǐ, Confuci); per tant, Han Feizi (韓非子) pot denotar el llibre escrit per ell i també es fa servir en referència a la persona mateixa.
Han Fei també és conegut amb respecte com a Hanzi ('Mestre Han') o com a Han Feizi ('Mestre Han Fei'). En la transcripció de Wade–Giles, el seu mateix nom s'escriu Han Tzu, Han-tzu, Han Fei Tzu o Han Fei-tzu. El mateix nom, de vegades com Hanfeizi o Han-fei-tzu, s'utilitza per designar l'antologia posterior que se li atribueix tradicionalment.

## Biografia
L'any exacte del naixement de Han Fei encara és desconegut, però, els estudiosos l'han situat al voltant del 280 aC. A diferència dels altres filòsofs famosos de l'època, Han Fei era membre de l'aristocràcia imperant, i havia nascut en la família governant de l'estat de Han durant la fase tardana del període dels Regnes combatents. En aquest context, les seves obres han estat interpretades per uns quants estudiosos com dirigides al seu cosí, el rei de Han.
Els Registres del Gran Historiador diuen que Han Fei va estudiar juntament amb el futur canceller de Qin Li Si sota el filòsof confucià Xunzi. Es diu que a causa del seu tartamudeig, Han Fei no va poder presentar correctament les seves idees als tribunals, però Sima el considera molt intel·ligent. Altrament, el seu consell va ser ignorat, però observant el lent declivi del seu estat Han, va desenvolupar "un dels estils (d'escriptura) més brillants de l'antiga Xina".
La biografia de Sima Qian de Han Fei és la següent:
| « | Han Fei va ser un príncep de Han, partidari de l'estudi del nom/forma i la llei/art, que Sima Qian dubtosament va defensar com a arrelat a la filosofia Huang-Lao. Va néixer tartamut i no era capaç de discutir bé, però era bo per escriure. Juntament amb el seu amic, Li Si, va servir a Xun Qing, i el mateix Si va admetre que no era tan competent com Fei. En veure que Han estava en decadència, sovint es va recriminar amb el rei de Han enviant papers, però el rei no va acceptar contractar-lo. Per això, Han Fei va quedar frustrat amb la realitat que, en governar un estat, el rei no s'esforçava per refinar i aclarir el sistema jurídic de l'estat, per controlar els seus súbdits prenent el poder, per millorar la propietat i la defensa de l'estat, o cridar i emprar els savis millorant l'estat. Més aviat, el rei va fer servir els corruptes i traïdors i els va posar en posicions superiors als savis. Considerava els intel·lectuals com una pertorbació de la llei utilitzant la seva literatura i pensava que els cavallers violen la prohibició de l'estat mitjançant l'ús de les forces armades. Mentre l'estat estava en pau, al rei li agradava patrocinar els homenatjats; quan ho va necessitar, va contractar guerrers amb armadura i casc. Així doncs, els homes cultivats no podien ser contractats i els homes contractats no podien ser conreats. Greument angoixat per la realitat que els homes d'alta integritat i rectitud no eren acceptats pels súbdits amb immoralitat i corrupció, va observar els canvis en el guany i la pèrdua del passat. Per això, va escriure diversos articles com Indignació solitària, Cinc insectes, Muntatges interiors i exteriors de dites, Persuasions recollides i Dificultats en el camí de la persuasió, que sumen cent mil paraules. Tanmateix, mentre que el mateix Han Fei sabia bé de la dificultat de la persuasió perquè el seu treball sobre les dificultats de la manera de persuasió era molt complet, finalment va trobar una mort prematura a Qin. No va poder escapar del parany de les paraules per si mateix. | » |

Les seves obres van acabar finalment en mans del rei Qin Shi Huangdi, que va comentar: «Si puc fer amistat amb aquesta persona [Han Fei], puc morir sense remordiments» i va convidar Han Fei a la cort de Qin. Han Fei va presentar l'assaig Preservar els Han per demanar al rei que no ataqués la seva terra natal, però el seu ex-amic i rival Li Si va utilitzar aquest assaig per fer empresonar Han Fei a causa de la seva probable lleialtat a Han. Han Fei va respondre escrivint un altre assaig anomenat La primera vegada que vaig conèixer el rei Qin, amb l'esperança d'utilitzar el seu talent d'escriptura per guanyar-se el cor del rei. Han Fei va guanyar el cor del rei, però no abans que Li Si l'obligués a suïcidar-se bevent verí. El rei Qin després es va penedir de la mort de Han Fei.
Xunzi va formar la hipòtesi que la naturalesa humana és dolenta i sense virtut, per la qual cosa va suggerir que els infants humans s'havien de portar a la seva forma virtuosa mitjançant una educació moral confuciana orientada a la classe social. Sense això, va argumentar Xunzi, l'home actuaria sense virtut i seria guiat per la seva pròpia naturalesa humana per cometre actes immorals. L'educació i l'experiència vital de Han Fei durant el període dels Estats Combatents, i en el seu mateix estat Han, van contribuir a la seva síntesi d'una filosofia per a la gestió d'una administració amoral i impulsada pels interessos, a la qual la moral semblava una eina fluixa i ineficient. Han estava d'acord amb la teoria del seu professor de desvirtuat per naixement, però com en la filosofia legalista anterior, va proposar de manera pragmàtica dirigir la gent per la seva pròpia naturalesa impulsada pels interessos.